# Верхница
Верхница (в верховье Погостенка) — река в России, протекает по Псковской области. Вытекает из озера Чернозёрье, впадает в озеро Милья на высоте 74,9 м. Длина реки составляет 35 км, площадь водосборного бассейна 157 км².
В 10 км от устья, по правому берегу реки впадает река Щернетка.

## Данные водного реестра
По данным государственного водного реестра России относится к Балтийскому бассейновому округу, водохозяйственный участок реки — Великая. Относится к речному бассейну реки Нарва (российская часть бассейна).
Код объекта в государственном водном реестре — 01030000112102000028397.